# Hans Hilpisch
Hans Hilpisch (* 9. Oktober 1949 in Rennerod) ist ein deutscher Sachbuchautor.

## Leben
Hans Hilpisch wurde in Rennerod (Westerwaldkreis) geboren. Nach dem Abitur am altsprachlich-humanistischen Gymnasium in Hadamar (Hessen) ging er zur Bundeswehr und wurde als Flugzeugführer ausgebildet. Als Berufsoffizier in fliegerischer Tätigkeit fand er auch in nationalen und internationalen Führungsgremien Verwendung. Nach Beendigung seiner aktiven militärischen Laufbahn arbeitete er zunächst in seinem eigenen Unternehmen in der Möbelbranche und wandte sich als Pensionär seinen geschichtlichen Interessen zu. Dabei interessiert ihn vor allem die deutsche Kolonialgeschichte mit Schwerpunkt Deutsch-Südwestafrika/Südwestafrika/Namibia.
Hilpisch will dabei die Vorwürfe, das Deutsche Reich habe im Herero- und Nama-Krieg einen Völkermord begangen,  relativieren. Mittels eigener Forschungen weist er darauf hin, dass zu diesem Thema in der Historiografie nach wie vor große Lücken bestehen.

## Veröffentlichungen
- 2018: Hauptmann Kurt Streitwolf. Neues koloniales Denken in Deutsch-Südwestafrika 1899–1914. Namibia Wissenschaftliche Gesellschaft/Kuiseb Verlag, Windhoek, ISBN 978-3-941602-32-8.
- 2018: Die Kolonialkriege in Deutsch-Südwestafrika. Daten, Fakten und eine kritische Auseinandersetzung mit den widersprüchlichen Forschungsergebnissen der letzten Jahrzehnte. Namibia Wissenschaftliche Gesellschaft/Kuiseb Verlag, Windhoek, Namibia, ISBN 978-3-941602-05-2.
- 2019: Ludwig von Estorff. Preußisch – eigenwillig – geachtet. Namibia Wissenschaftliche Gesellschaft/Kuiseb Verlag, Windhoek, ISBN 978-3-941602-92-2.
- 2021: „Wo sind die Herero geblieben?“ Neue Erkenntnisse und Theorien zum Rückzug der Herero in die Omaheke 1904/1905. Windhoek, ISBN 978-99945-76-73-9.
- 2021: Die Woermann-Linie. Darstellung einer schicksalhaften Beziehung. Namibia Wissenschaftliche Gesellschaft/Kuiseb Verlag, Windhoek, ISBN 978-99945-76-76-0.
- 2022: mit Hans-Joachim Liedtke: Berthold Deimling. Ein umstrittener Kolonialoffizier. Namibia Wissenschaftliche Gesellschaft/Kuiseb Verlag, Windhoek, ISBN  978-99945-76-81-4.
- 2024: mit Armin Jagdhuber: Gaub – Eine Farm und Missionsstation im Spiegel der Geschichte Namibias. Namibia Wissenschaftliche Gesellschaft/Kuiseb Verlag, Windhoek, ISBN 978-99945-76-98-2.